# Piedra de Moctezuma
La Piedra de Moctezuma es una escultura circular con grabados de la civilización Mexica la cual se cree que fue utilizada para la realización de combates gladiatorios los cuales se realizaban entre soldados enemigos capturados y tropas convencionales o de élite mexica. Otra función también era la de monumento a las conquistas del Imperio Azteca bajo el mando del gobernante en turno. Esta se le atribuye a Moctezuma Ilhuicamina  desde su descubrimiento, aunque recientes estudios proponen la atribución a otros gobernantes.

## Descubrimiento
Justo al sur del Templo Mayor en Ciudad de México se encuentra el edificio conocido como el antiguo Palacio del Arzobispado, el cual fue sede del arzobispado de México hasta 1867. Construido no mucho después de que los españoles destruyeran el centro ceremonial de Tenochtitlán, este palacio se encuentra sobre los restos de muchos objetos precolombinos. Durante las excavaciones realizadas en el patio del palacio en julio de 1988, se encontró una gran piedra circular. De inmediato fue comparada con la ampliamente conocida Piedra de Tízoc y la Piedra del sol.

## Historia
Se cree que puede haber sido un temalácatl, plataforma de lucha dónde se realizaban combates gladiatorios que consistían en la lucha de un guerrero cautivo que se ataba a esta plataforma y se le armaba solamente con una macana de madera adornada con plumas el cual luchaba con guerreros aztecas completamente equipados y armados con espadas de obsidiana (macuahuitls) o hachas metálicas de guerra (tepoztlis). Según fuentes históricas, el guerrero Tlahuicole luchó y mató a ocho de sus adversarios, e hirió a otros veinte. Ante esta muestra de valentía, a Tlahuicole se le ofreció un puesto de capitán en el ejército mexica, pero él rechazó la oferta y fue entonces ejecutado.

## Descripción
En la cara superior se ve una depresión que tiene un diámetro de 45 cm con una profundidad máxima de 20 cm, donde se puede apreciar el rostro de un personaje con una banda de cuatro discos con una saliente en el centro que se cree que podría ser un ave descendiendo, todo esto circunspecto por relieves solares.
El rostro tiene una nariguera y orejera circulares, la boca abierta mostrando los dientes , en esta abertura se aprecian dos protuberancias que fueron mutiladas posiblemente por vandalismo religioso. Esta descripción coincide con la de Xiuhtecuhtli.
En el canto de la escultura se aprecian tres bandas con diferentes motivos, la superior tiene 59 cuadritos y la inferior 57, con 10 motivos alternándose los cuales son:  Copilli, mano, atado, anillo circular con cruz, cruz de hueso, corazón, cráneo de perfil, Cipactli y Técpatl. entre estas bandas se tienen once escenas de victorias mexicas como en el caso de la Piedra de Tízoc.